# Hans Siegismund von Koschenbahr
Hans Siegismund von Koschenbahr, auch Koschembahr (* Februar 1709 in Sapraschine; † 23. Juni 1760 bei Landeshut), war ein preußischer Major und Chef des Grenadierbataillon Nr. 5.

## Leben

### Herkunft
Er war Angehöriger des schlesischen Adelsgeschlecht Koschembahr. Seine Eltern waren der Erbherr von Ober Sapraschine Christian Wilhelm von Koschenbahr († nach 1726) und dessen Frau Helene Sophie von Gaffron a.d.H. Groß Schottgau (* 1682). Der preußische Generalmajor Ernst Julius von Koschenbahr (1714–1776) war sein jüngerer Bruder.

### Laufbahn
Koschenbahr diente 30 Jahre lang in der kursächsischen Armee beim Infanterieregiment Nr. 4. Er nahm an der Schlacht bei Kesselsdorf und den Belagerungen von Danzig und Prag teil. Nach der Kapitulation von Pirna kam er 1756 in preußische Dienste und erhielt 1759 als Kommandeur das Grenadierbataillon Nr. 5, welches aus den Grenadierkompanien der Garnisonregimenter „Mützschefall“ und „Blanckensee“ zusammengesetzt war. Während der Schlacht bei Landeshut erlitt Koschenbahr eine tödliche Verwundung.

### Familie
Koschenbahr vermählte sich 1735 mit Friederica Agnes von Kickbusch. Aus der Ehe ging ein Sohn hervor, Friedrich Wilhelm Siegmund von Koschenbahr (1738–1779), später preußischer Premierleutnant im Infanterieregiment Nr. 20.